# Georgic (navire de 1895)
Pour les articles homonymes, voir Georgic.
Le Georgic est le dernier cargo transporteur de bétail mis en service par la White Star Line, en 1895. Construit par les chantiers Harland & Wolff pour remplacer le Naronic disparu deux ans plus tôt, il est également le plus imposant navire de ce type jamais construit, et le plus gros cargo du monde lors de sa mise en service, dépassant en tonnage bon nombre des paquebots de l'époque, y compris les plus récents de la White Star. Cette taille se révèle cependant parfois un handicap, et l'oblige à se cantonner à la ligne de Liverpool à New York, nombre d'autres ports ne pouvant l'accueillir.
Sa carrière est émaillée par plusieurs collisions, et se poursuit jusqu'à la Première Guerre mondiale. Durant le conflit, le navire poursuit son service commercial, rapportant en Europe de nombreux produits servant à l'effort de guerre. C'est dans ces conditions, alors qu'il transporte une importante cargaison destinée aux Alliés, que le Georgic est attaqué par le croiseur auxiliaire Möwe. À l'exception d'un marin britannique noyé, tout l'équipage est transféré à bord du navire allemand, avant que le Georgic ne soit sabordé, emportant avec lui plus d'un millier de chevaux. Avec ses plus de 10 000 tonneaux, le cargo devient la plus grosse prise du Möwe.

## Histoire

### Dernier transporteur de bétail de la White Star Line

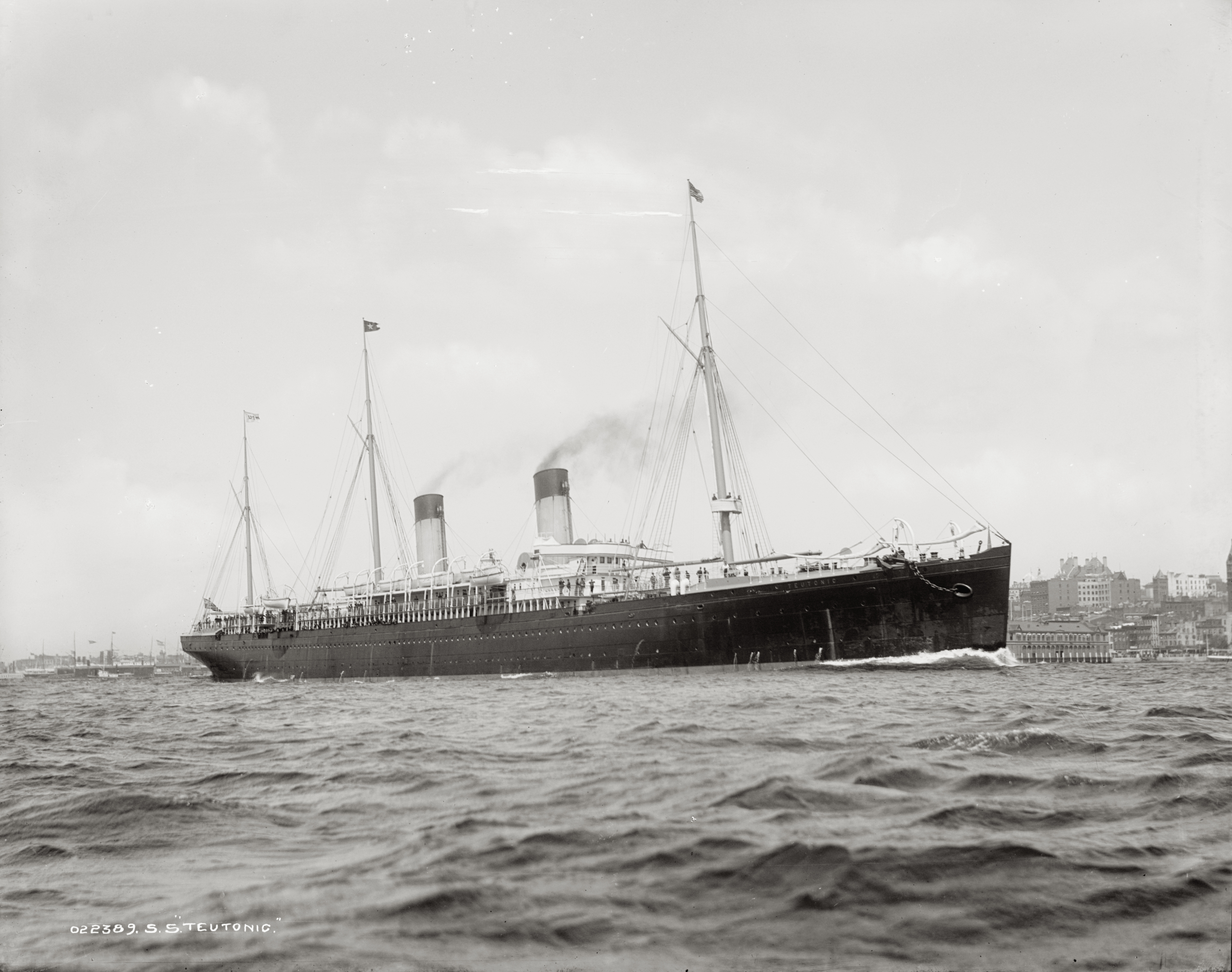
Par son tonnage, le Georgic est le plus gros navire de la White Star Line, dépassant même son plus imposant paquebot, le Teutonic.

À la fin des années 1880, la White Star Line se lance dans le transport de bétail avec deux navires, le Cufic et le Runic. Ce trafic est à l'époque fort rentable (environ 450 000 bêtes sont ainsi importées des États-Unis en 1889). Les navires transportent des marchandises de Liverpool à New York, et ramènent du bétail dans le sens inverse. Pour s'illustrer dans ce commerce, la White Star tente de proposer des navires offrant un bon confort aux animaux : trop de bêtes meurent alors durant le voyage, réduisant les bénéfices de leurs propriétaires. En assurant une bonne aération, et en demandant aux capitaines de veiller au bon traitement du bétail par ceux qui le gardent, la compagnie assure ainsi que la majorité des animaux survivront au voyage. Face au succès de ses deux premiers navires, la compagnie en commande de nouveaux ; le Nomadic et le Tauric arrivent ainsi en 1891, le Naronic et le Bovic l'année suivante. Le Cevic est le suivant, en 1894.
Cependant, en février 1893, la compagnie doit faire face à la disparition mystérieuse du Naronic. Après une période d'incertitude, la White Star est forcée de reconnaître que son navire a fait naufrage, et doit envisager de le remplacer. C'est dans cette optique que le Georgic est mis en construction dans les chantiers Harland & Wolff de Belfast. C'est alors le plus gros cargo du monde, et le plus gros transporteur de bétail construit dans l'histoire : ce trafic disparaît en effet peu après. C'est par ailleurs le premier navire de la White Star dépassant les 10 000 tonneaux de jauge brute, surpassant même son plus gros paquebot d'alors, le Teutonic.
Cette taille se révèle très vite être un inconvénient. Le 8 août, alors qu'il est terminé et quitte les chantiers, il s'échoue dans le chenal permettant de quitter le port. Il est finalement dégagé à l'aide de remorqueurs. Malgré cela, le Georgic peut finalement effectuer son voyage inaugural le 16 (ou 26, selon les sources) août 1895.

### Une carrière émaillée d'incidents et conclue par un naufrage

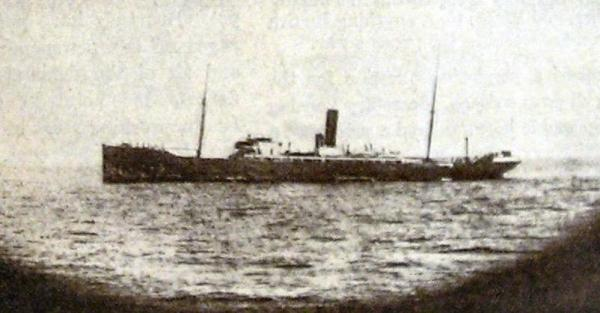
Le Georgic est la plus grosse prise du croiseur allemand Möwe durant la Première Guerre mondiale.

La grande taille du Georgic se révèle rapidement un handicap : elle ne lui permet en effet pas d'entrer dans des ports qui ne sont pas conçus pour accueillir de si gros navires. C'est ainsi que, tandis que la baisse du trafic de bétail sur l'Atlantique pousse la White Star Line à déplacer le Cevic sur la ligne de l'Australie, le Georgic doit se cantonner à la ligne de Liverpool à New York durant toute sa carrière. Cette taille entraîne également nombre d'incidents : à plusieurs reprises, il lui arrive de heurter le dock de Liverpool, sans forts dommages cependant.
C'est également un navire qui connaît de multiples collisions. Ainsi, le 4 avril 1897, le Georgic heurte le vapeur Queens Channel et endommage légèrement sa proue. Le 10 mars 1902, il provoque de sérieuses avaries sur le voilier Oakhurst. Le 18 janvier suivant, il entre en collision avec le Saxon King. Ce dernier lui endommage le flanc tribord, mais reçoit malgré tout le gros des dégâts. Le 21 mars 1904, le cargo heurte le vapeur Kalibia, mais les deux navires regagnent le port en toute sécurité. L'incident le plus grave survient le 26 novembre 1908 au large de Sandy Hook lorsque le Georgic heurte dans le brouillard le navire américain Finance, transportant 150 passagers. Le Finance sombre, emportant avec lui quatre personnes.
La Première Guerre mondiale ne trouble pas le service commercial du Georgic qui continue à naviguer entre les États-Unis et Liverpool, apportant du matériel et des vivres à l'Europe. C'est dans ces conditions qu'il quitte Philadelphie pour Liverpool, via Brest, le 3 décembre 1916, avec à son bord 1 200 chevaux, 12 000 barils de pétrole et une importante cargaison de viande. Par sécurité, le navire emprunte un itinéraire plus lent, longeant les côtes canadiennes. C'est le 10 décembre suivant, à 590 miles au sud-est de cap Race, que le Georgic croise la route du Möwe. Ce cargo allemand converti en croiseur auxiliaire pratique une intense chasse aux navires marchands et est à l'origine de la perte de plusieurs centaines de milliers de tonneaux de navires alliés. Pour s'approcher de sa prise, le navire est déguisé en navire marchand suédois.
Le Georgic se retrouve ainsi rapidement à la merci de son opposant, et un transbordement de son équipage a lieu : dans l'opération, une chaloupe contenant quarante personnes est précipitée à la mer durant son chargement. Les canots du Möwe parviennent à tous les récupérer, sauf une personne noyée. Au total, 142 marins britanniques se retrouvent à bord du croiseur allemand. Après un débat entre les deux équipages sur le sort des chevaux, le capitaine von Schlodien décide de les sacrifier avec le navire, qu'il fait saborder. De la quarantaine de navires coulés par le Möwe durant la guerre, le Georgic est la plus grosse prise.

## Caractéristiques
Avec 10 077 tonneaux de jauge brute, le Georgic est le plus imposant navire de la White Star Line jamais construit lors de sa mise en service. Avec ses 170 mètres sur 18 environ, il est deux fois plus volumineux et 40 mètres plus long que le Cufic, premier transporteur de bétail de la White Star, construit seulement sept ans plus tôt. Ses capacités intérieures sont inconnues, mais les cales du navire se distinguent par leur profondeur. Comme les autres transporteurs de bétail de la compagnie depuis le Nomadic, le Georgic est propulsé par deux hélices alimentées par des machines à triple expansion, lui permettant de naviguer à une vitesse moyenne de 13 nœuds.